# Johannes Bartholomaeus Bluhme
Johannes Bartholomaeus Bluhme (ur. 1 listopada 1681 w Tondern, zm. 25 października 1753 w Kopenhadze) – duchowny i teolog duński.
Dnia 30 kwietnia 1700 immatrykulowany na uniwersytet w Rostocku.